# Oso (futbolista)
Joaquín Martínez Gauna, más conocido como "Oso" (Torrevieja, Alicante, 9 de julio de 2003), es un futbolista español que juega en la demarcación de extremo, si bien puede ocupar toda la banda,  en el Sevilla Atlético de la Primera División RFEF. Su hermano Gabriel es también futbolista.

## Carrera
Formado en el Kelme CF y en la cantera del Real Murcia, en 2018 pasó a formar parte de la cantera del Málaga C.F. donde comenzó en la categoría cadetes. Llegó a  debutar con el Atlético Malagueño cuando estaba en juveniles y jugó un amistoso frente al Almería con el primer equipo malacitano. 
A inicios de la temporada 2022-23, firmó por tres años con el filial sevillista. 
Debutó con el Sevilla FC en partido de Copa del Rey contra el Atlético Astorga.  Se convertía así en el jugador 851 en vestir la camiseta del club hispalense en toda su historia y el 650 en hacerlo en Copa. 

### Clubes
Actualizado al último partido disputado el 23 de febrero de 2025.
| Club               | País   | Periodo       | Partidos (goles) |
| ------------------ | ------ | ------------- | ---------------- |
| Atlético Malagueño | España | 2021-2022     | 4(1)             |
| Sevilla Atlético   | España | 2022-Presente | 55(3)            |
| Sevilla FC         | España | 2023-Presente | 1(0)             |

## Palmarés
| Título             | Club (*)         | País   | Año     |
| ------------------ | ---------------- | ------ | ------- |
| Segunda Federación | Sevilla Atlético | España | 2023-24 |